# Discorso dell'infamia
(Roosevelt)

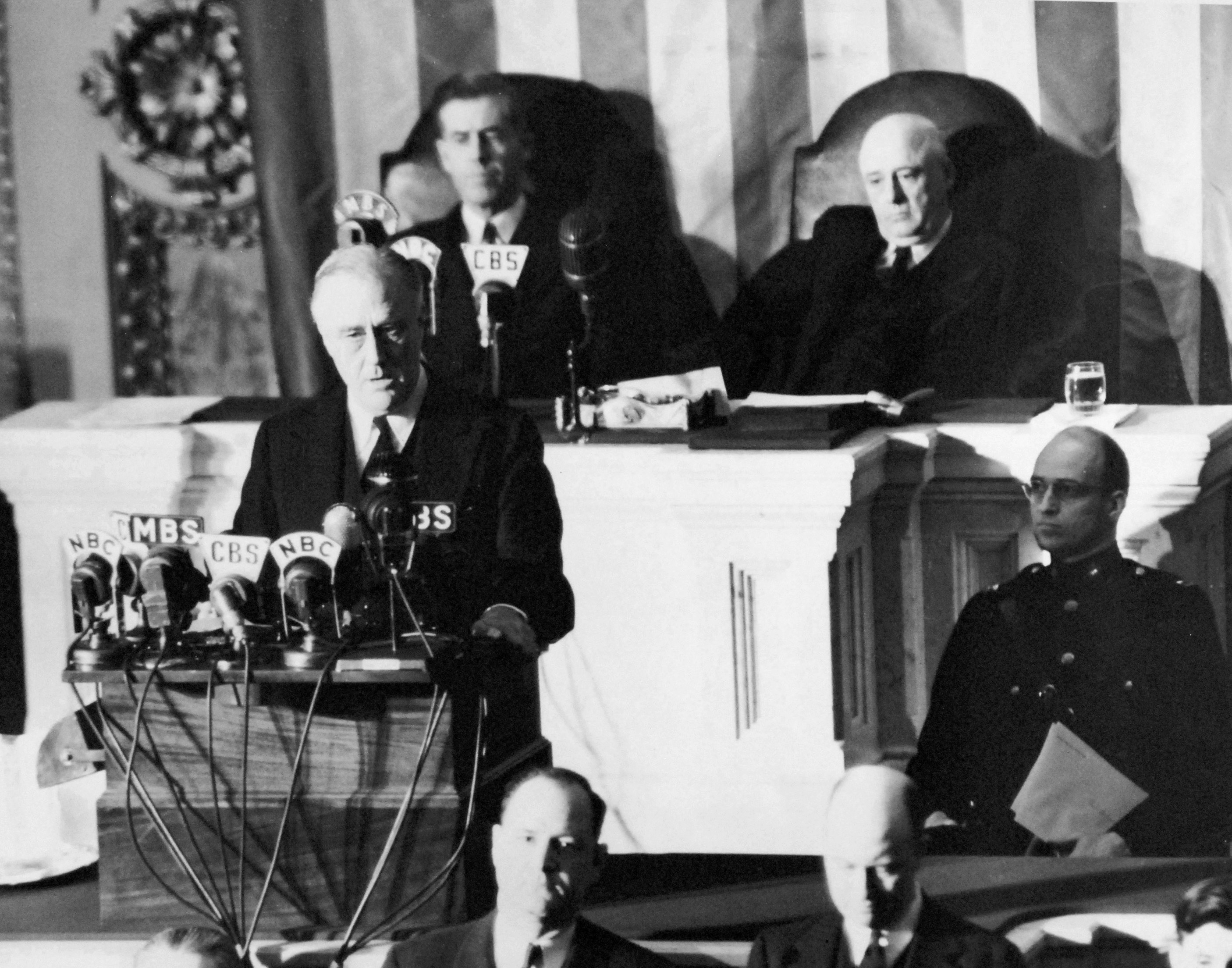
Il presidente Franklin Delano Roosevelt mentre pronuncia in una sessione congiunta del Congresso l'8 dicembre 1941 il discorso della dell'infamia

Il discorso dell'infamia, o discorso del "Giorno dell'infamia", fu pronunciato da Franklin Delano Roosevelt, presidente degli Stati Uniti d'America, a una sessione congiunta del Congresso l'8 dicembre 1941 e durò circa 6 minuti.
Il giorno antecedente il discorso, l'Impero Giapponese attaccò le basi militari degli Stati Uniti a Pearl Harbor e nelle Filippine e dichiarò guerra agli Stati Uniti e all'Impero britannico. Il discorso divenne noto per la sua prima frase, che si apriva con Roosevelt che diceva: "Ieri, 7 dicembre 1941, una data che vivrà nell'infamia..."
Il 7 dicembre 1941 la base della Marina degli Stati Uniti a Pearl Harbor nelle Hawaii fu attaccata da 353 aerei dell'impero giapponese in un attacco militare a sorpresa, distruggendo varie navi, aerei americani e uccidendo oltre 2400 civili e militari. Dopo aver consultato il suo gabinetto, Roosevelt decise di tenere un discorso di fronte alla sessione congiunta del Congresso il giorno successivo.
Il discorso di Roosevelt fu formulato per rafforzare la sua narrazione degli Stati Uniti come vittime di un'aggressione giapponese non provocata, facendo appello al patriottismo piuttosto che all'idealismo. La scelta di Roosevelt di parlare prontamente contribuì a rendere il discorso retoricamente e dialetticamente più potente. Secondo l'autrice Sandra Silberstein, il discorso seguì una tradizione consolidata di come "attraverso convenzioni retoriche, i presidenti assumono poteri straordinari come comandante in capo, il dissenso viene ridotto al minimo, i nemici vengono vilipesi e le vite vengono perse nella difesa di una nazione ancora una volta unita sotto Dio".
Il discorso ebbe fin da subito un immediato impatto positivo nei media e nell'opinione pubblica dell'epoca, diventando uno dei discorsi più famosi della politica americana. Fu trasmesso in diretta radiofonica e attirò il pubblico più vasto nella storia della radio americana, con oltre l'81% degli ascoltatori americani adulti sintonizzati per udire il discorso. Subito dopo il discorso, il Congresso dichiarò guerra quasi all'unanimità al Giappone, entrando formalmente nella seconda guerra mondiale. La Casa Bianca ricevette in seguito una serie di telegrammi che elogiavano la posizione di Roosevelt. Da allora, il discorso è stato utilizzato in svariate opere audiovisive e filmiche, entrando nella cultura di massa.